# Peter Przygodda

Peter Przygodda (ur. 26 października 1941 w Berlinie, zm. 2 października 2011 w Monachium) – niemiecki reżyser i montażysta filmowy.

## Życiorys
Wieloletni współpracownik Wima Wendersa, pracował z Hansem-Jürgenem Syberbergiem, Hansem W. Geißendörferem, Thomasem Schamoni, Klausem Lemke, Peterem Handke i Reinhardem Hauffem. Wykładał montaż w monachijskiej szkole filmowej. Reżyserował filmy dokumentalne i krótkometrażowe.
Jako montażysta pracował m.in. przy filmach Koniec przemocy, Piekielny Brooklyn, Paryż, Teksas, Niebo nad Berlinem, Lisbon Story, Summer in the City, Czarodziejska góra, Z biegiem czasu, Strach bramkarza przed rzutem karnym, Po tamtej stronie chmur i Film Nicka.
Laureat nagrody Bundesfilmpreis za montaż filmu Amerykański przyjaciel (1978).